# Вісімковий Шлях

Вісім спиць колеса Дхарми символізують Благородний Вісімковий Шлях

Вісімковий Шлях — згідно з буддистським вченням, шлях, вказаний Буддою, який веде до припинення страждання і лежить посередині між прихильністю до мирських задоволень і аскетизмом.
Четверта шляхетна істина буддизму, вказує шлях (марга) до звільнення від страждань, шлях, яким пройшов сам Будда і можуть пройти інші — як ченці, так і миряни. Зазначений Буддою шлях складається з восьми правил і називається тому «Шляхетним вісімковим шляхом». Освоювати ці правила слід поступово, як наставляв Будда: «Спочатку слід утвердитися в благих станах, тобто в очищенні моральної дисципліни та правильних поглядах. Потім, коли моральна дисципліна очищена, а погляди виправлені, слід вправлятися в чотирьох основах уважності».
Шляхетний вісімковий шлях складається з наступних ступенів, які поділяються на три групи:
|      | Українська               | Палі                | Санскрит             | Китайська    | Японська, кірідзі    | Тайська    | Тибетська                    |
| ---- | ------------------------ | ------------------- | -------------------- | ------------ | -------------------- | ---------- | ---------------------------- |
|      | Мудрість                 | Paññā               | Prajñā               |              |                      |            |                              |
| I    | Правильне бачення        | sammā diṭṭhi        | Samyag Drishti       | кит.: 正見   | 正見, сьо:кен        | สัมมาทิฏฐิ    | yang dag pa'i lta ba         |
| II   | Правильні наміри         | sammā-saṅkappa IAST | samyak saṃkalpa IAST | кит.: 正思惟 | 正思惟, сьо:сиюи     | สัมมาสังกัปปะ | yang dag pa'i rtog pa        |
|      | Моральність              | Sīla                | Śīla                 |              |                      |            |                              |
| III  | Правильна мова           | sammā-vācā IAST     | samyag vāca IAST     | кит.: 正言   | 正語, сьо:ґо         | สัมมาวาจา   | yang dag pa'i ngak           |
| IV   | Правильна поведінка      | sammā-kammanta IAST | samyak karmānta IAST | кит.: 正業   | 正業, сьо:ґо:        | สัมมากัมมันตะ | yang dag pa'i las kyi mtha'  |
| V    | Правильний спосіб життя  | sammā-ājīva IAST    | samyag ājīva IAST    | кит.: 正命   | 正命, сьо:мьо:       | สัมมาอาชีวะ  | yang dag pa'i 'tsho ba       |
|      | Духовна дисципліна       | Samadhi             | Samadhi              |              |                      |            |                              |
| VI   | Правильні зусилля        | sammā-vāyāma IAST   | samyag vyāyāma IAST  | кит.: 正精進 | 正精進, сьо:сьо:дзин | สัมมาวายามะ | yang dag pa'i rtsol ba       |
| VII  | Правильна усвідомленість | sammā-sati IAST     | samyak smṛti IAST    | кит.: 正念   | 正念, сьо:нен        | สัมมาสติ     | yang dag pa'i dran pa        |
| VIII | Правильне зосередження   | sammā-samādhi IAST  | samyak samādhi IAST  | кит.: 正定   | 正定, сьо:дзьо       | สัมมาสมาธิ   | yang dag pa'i ting nge 'dzin |